# Diary of a Lover
Diary of a Lover – drugi album Johnny’ego Thundersa, wydany w 1983 roku przez wytwórnię PVC Records.

## Lista utworów
1. „Green Onions” (Steve Cropper/Al Jackson Jr./Booker T. Jones/Lewis Steinberg) – 5:05
2. „Look In My Eyes” (Johnny Thunders) – 1:58
3. „Just Another Girl” (Johnny Thunders) – 3:57
4. „In Cold Blood” (Johnny Thunders) – 2:27
5. „Diary of a Lover” (Johnny Thunders) – 3:09
6. „Endless Party” (David Johansen/Johnny Thunders) – 2:28

## Skład
- Johnny Thunders – wokal, gitara
- Walter Lure – gitara
- Joe Mazzari – gitara basowa
- Billy Rogers – perkusja